# Весс, Юлиус
Юлиус Весс (нем. Julius Wess; 5 декабря 1934 — 8 августа 2007) — австрийский физик. Является одним из авторов (с Бруно Зумино) гипотезы о суперсимметрии. Лауреат медали им. Макса Планка, медали Вигнера, Премии имени Лейбница, премии Хайнемана.
Член-корреспондент Австрийской академии наук, член Германской академии естествоиспытателей «Леопольдина», член Баварской академии наук, почётный член Австрийского физического общества.

## Биография
Юлиус Весс родился 5 декабря 1934 года в маленьком австрийском городке Обервёльц-Штадт. В 1957 году окончил Венский университет. Во время последипломного образования работал в ЦЕРНе, после — в Нью-Йоркском и Вашингтонском университетах. Затем долгое время преподавал теоретическую физику в нескольких немецких университетах.
После выхода на пенсию в 2002 году работал в DESY. Умер 8 августа 2007 года в Гамбурге.

## Награды
- Премия имени Лейбница (1986)
- Медаль им. Макса Планка (1987)
- Премия Дэнни Хайнемана в области математической физики (1988)
- Медаль Вигнера (1992)
- Премия Макса Планка (1992).

## Почётные звания
- Почётный доктор Берлинского университета имени Гумбольдта (2005)
- Почётный член Австрийского физического общества (2005)

## Премия Юлиуса Весса
Начиная с 2008 года Технологический институт Карлсруэ ежегодно вручает премию Юлиуса Весса.

### Лауреаты премии Юлиуса Весса
Список лауреатов: 
- 2008: Фрэнк Вильчек
- 2009: Джон Эллис (англ.)
- 2010: Валерий Рубаков
- 2011: Гвидо Альтарелли
- 2012: Петер Йенни (нем.) и Мишель Делла Негра (нем.)
- 2013: Такааки Кадзита
- 2014: Аркадий Вайнштейн
- 2015: Лиза Рэндалл
- 2016: Роберт Кланнер
- 2017: Фрэнсис Хальцен